# Głowaczogłów ardżeszański
Głowaczogłów ardżeszański (Romanichthys valsanicola) – endemiczny gatunek ryby z rodziny okoniowatych. Jedyny przedstawiciel rodzaju Romanichthys. Został odkryty w 1957 r.

## Występowanie
Żyje w Górach Fogaraskich w wartkich strumieniach górskich, na obszarze chronionym wśród kamieni dopływów rzeki Ardżesz w Rumunii, w jej dopływach Vâlsan i Râul Doamnei.  W wyniku budowy zapory wodnej na rzece Ardżesz tworzące jezioro zaporowe Vidraru, następuje zanikanie tego gatunku. Jego zasięg ograniczył się już tylko do rzeki Vâlsan i to tylko na odcinku ok. 1 km. Aktywny w porze nocnej, 

## Opis
Dorasta do 11 cm długości. Tarło odbywa prawdopodobnie pod koniec maja, składając około 150 jaj ikry.

## Filatelistyka
Wizerunek gatunku był wykorzystany na znaczkach pocztowych wydawanych przez pocztę rumuńską pod koniec XX wieku